# Codeumsetzer
Ein Codeumsetzer oder Kodeumsetzer überträgt eine digital kodierte Information in eine andersartige digitale Form. Nach DIN 40146 (z. Z. 2. Entwurf) ist die Codeumsetzung die „Änderung der Darstellung von Information nach einem gegebenen Code in eine Darstellung derselben Information nach einem anderen Code“. Entsprechend gibt es die Decodierung als „Verfahren zur Umkehrung einer bestimmten Codierung“ mittels Decodierer, Dekodierer oder Decoder. Gängige Kodeumsetzer stehen als  integrierte Schaltkreise / ICs zur Verfügung.

## Bezeichnungen
Wegen der Vielfalt der Möglichkeiten haben einige Umsetzer spezielle Namen.
- Zähler für Umsetzung Zählkode → Positionskode, siehe Digitale Messtechnik,
- Schieberegister für die Umsetzung bitparallel ↔ bitseriell.
- Nur-Lese-Speicher, ROM für die Umsetzung einer Eingangsinformation (genannt Adresse) in eine unter dieser Adresse gespeicherte Ausgangsinformation.
- Kodeumsetzer im engeren Sinn übersetzen bitparallel ↔ bitparallel.

## Varianten

### Kodeumsetzer für den Gray-Code
Bei der Abtastung von Kodelinealen oder Kodescheiben wird der „einschrittige“ Gray-Code verwendet, wenn Abtastfehler infolge nicht vollständig korrekter Justierung verhindert werden sollen, siehe Digitale Messtechnik. Das dabei abgelesene Bitmuster hat auf den Binärziffern keine Stellenwertigkeit und ist deshalb kaum zu bewerten. Es muss in eine reine Binärzahl umkodiert werden.

### 1-aus-n-Kodierer
Wenn von n Meldern erkannt werden soll, welcher eine Meldung liefert, ist die Umrechnung der Positions-Nummer in eine reine Binärzahl mit diesem Umsetzer möglich. Beispielsweise ein 1-aus-8-Kodierer enthält 8 Eingänge und 3 Ausgänge. Das entsprechende Gegenstück, der Dekodierer, kann aufgrund einer Binärzahl genau einen von n Empfängern anwählen.

### BCD-zu-7-Segment-Dekodierer
Dieser dient zur Anzeige einer im BCD-Code, genauer gesagt im 8-4-2-1-Kode, gelieferten Dezimalziffer mittels Siebensegmentanzeige; der Umsetzer erzeugt 7 binäre Signale, mit denen die 7 Anzeigesegmente direkt angesteuert werden können.

### Dekodierer für ASCII in 5x7-Matrix
Wenn ein lesbares Zeichen, das mit dem ASCII kodiert ist, in einem Feld aus 5×7 Bildpunkten angezeigt werden soll, dann wird die Umsetzung nicht (wie in den vorhergehenden Beispielen) durch logische Verknüpfungen erzeugt, sondern durch Abruf aus einem ROM.